# Dudinin
Dudinin är en ort i Australien. Den ligger i kommunen Wickepin och delstaten Western Australia, omkring 220 kilometer sydost om delstatshuvudstaden Perth. Orten hade 72 invånare år 2016.